# Elimljani
Elimljani (grčki Elymoi, latinski Elymi) su bili drevni narod koji je živio na zapadnom dijelu Sicilije u brončanom dobu i klasičnom periodu. 
O porijeklu Elimljana nema jasnih naznaka. Arheološki nalazi ukazuju da nije bilo kulturnih razlika između njih i domorodačkih Sikanaca koji su živjeli u srednjem dijelu otoka. Međutim, antički autori, uključujući Tukidida, su tvrdili kako su Elimljani došli na Siciliju s obala Male Azije, odnosno bili potomci trojanskih izbjeglica.
Slično kao i drugi sicilski narodi, i Elimljani su prihvatili veliki dio kulture grčkih kolonija, između ostalih i grčki alfabet na kojem su ispisani tekstovi još uvijek nedešifriranog elimljanskog jezika. Grčki utjecaj odaje i hram u Segesti, najvećem elimljanskom gradu.
Elimljani su tradicionalno bili u dobrim odnosima s feničkim kolonijama, uključujući Kartagu, a u nešto manje dobrim odnosima s grčkim kolonijama, od kojih je najpoznatiji Selin. Stalni granični sporovi su povremeno dovodili do ratova, a Segestin poziv Atenjanima u pomoć protiv Selina je 415. pr. Kr. doveo do znamenite sicilijanske ekspedicije i atenske katastrofe. Elimljani su imali više sreće kada su se za pomoć obratili Kartagi, koja je konačno uništila Selin 409. pr. Kr.
Za vrijeme Prvog punskog rata Elimljani su se opredijelili za Rimsku Republiku, a potom uživali povlašteni tretman, dijelom i zato što su ih Rimljani, s obzirom na mitsko trojansko porijeklo držali srodnicima. Za vrijeme rimske vlasti je došlo do romanizacije.